# دينا واشنطن
دينا واشنطن (بالإنجليزية: Dinah Washington)‏ (و. 1924 – 1963 م) هي مغنية، وعازفة الجاز، من الولايات المتحدة، ولدت في توسكالوسا، كانت عضوةً في الحزب الديمقراطي الأمريكي، توفيت في ديترويت، عن عمر يناهز 39 عاماً.

## وصلات خارجية
- دينا واشنطن على موقع IMDb (الإنجليزية)
- دينا واشنطن على موقع الموسوعة البريطانية (الإنجليزية)
- دينا واشنطن على موقع روتن توميتوز (الإنجليزية)
- دينا واشنطن على موقع ألو سيني (الفرنسية)
- دينا واشنطن على موقع ميوزك برينز (الإنجليزية)
- دينا واشنطن على موقع أول موفي (الإنجليزية)
- دينا واشنطن على موقع قاعدة بيانات الأفلام السويدية (السويدية)
- دينا واشنطن على موقع إن إن دي بي (الإنجليزية)
- دينا واشنطن على موقع أول ميوزيك (الإنجليزية)
- دينا واشنطن على موقع ديسكوغز (الإنجليزية)